# Frédéric-Christophe d'Houdetot
Frédéric-Christophe, comte d'Houdetot, né le 16 mai 1778 à Paris où il est mort le 20 janvier 1859, est un homme politique français, préfet et pair de France.

## Biographie

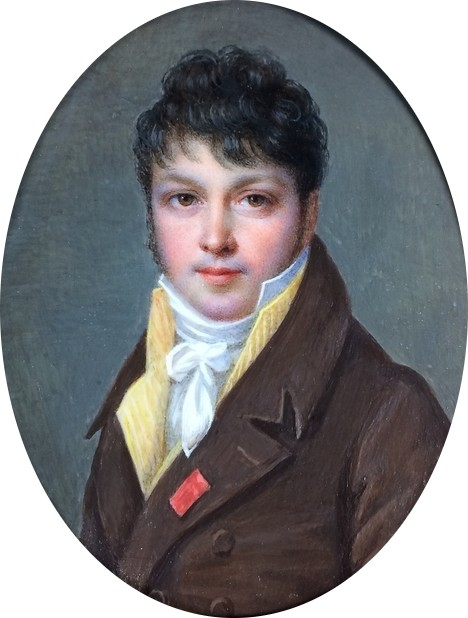
Frédéric-Christophe d'Houdetot, miniature, aquarelle et gouache sur ivoire, vers 1810

Il est le fils de César Louis Marie François Ange d'Houdetot et de sa première femme, Louise Perrinet de Faugnes, décédée en 1781. Il est alors élevé par sa grand-mère, Sophie Lalive de Bellegarde, son père étant aux Indes.   
Conscrit en 1798, il sert pendant quelque temps comme canonnier. Attiré par la peinture, il fréquente les ateliers de Regnault et de David. 
En 1806, il est nommé auditeur an Conseil d'État en même temps que son ami et parent Louis-Mathieu Molé, qui avait épousé la nièce de sa grand-mère, Charlotte-Joséphine de La Live. Après Iéna, il est nommé à la tête de l’administration des contributions indirectes de Prusse à Berlin. À son retour en France, en 1807, il est nommé sous-préfet à Château-Salins, puis en 1809 préfet de l’Escaut et baron. Il se signale par son action lors du débarquement des Anglais en Hollande. Il est nommé le 12 mars 1813 préfet de la Dyle où il maintient l’ordre. 
Rentré en France lorsque Nicolas Joseph Maison évacue Bruxelles, il préfère se livrer à sa passion la peinture jusqu'au Cent-Jours, où il est nommé préfet du Loiret, le 22 mars 1815, poste qu'il refuse. En juillet, il accepte pour quelques mois la préfecture du Calvados. Il réussit à protéger la population contre les exigences des Prussiens qui occupent le département et qui l'arrêtent et menacent de l'envoyer en Allemagne. Il rétablit l'ordre contre une faction royaliste, mais il n'est pas soutenu par le comte de Vaublanc. Il est nommé ministre de l'Intérieur et démissionne.  
C'est lui qui informa  Grouchy de son arrestation imminente en juillet 1815. En mars 1819, il est nommé pair de France. En 1841, il est membre libre de l'Académie des beaux-arts. En 1849, il est élu député à la législative par le Calvados. En 1851, il se rallie à Napoléon III et demeure député jusqu'à sa mort
Il est inhumé au cimetière de Montmartre, et d'après l'année de la concession de la tombe, ses parents reposeraient dans la tombe, sa grand-mère Sophie Lalive de Bellegarde, étant inhumée dans la tombe voisine

## Distinctions
- Commandeur de la Légion d'honneur.

## Sources
- « Frédéric-Christophe d'Houdetot », dans Adolphe Robert et Gaston Cougny, Dictionnaire des parlementaires français, Edgar Bourloton, 1889-1891 [détail de l’édition]
- « Notice biographique sur M. le Cte de Houdetot (Frédéric-Christophe), membre de l'Institut... [Signé : Vicomte J.-E. de Steins.] ; 1852 », 16 pages